# Меркуріада
Меркуріада (італ. Mercuriade) — італійська лікарка, хірургиня і автор медичних текстів XIV століття. Одна з небагатьох відомих лікарів-жінок середньовіччя.
Меркуріада була студенткою Салернського університету; вона написала тексти «Криза», «Згубна лихоманка» і «Лікування ран». Її роботи були включені в Collectio Salernitana.
Разом з Абеллою, Ребеккою де Гуарна і Франческою де Романа вважається однією з «Дам з Салерно», які від самого початку відвідували медичну школу в Салерно і сприяли «медичному відродженню» в Європі.